# Барнакл-Билл

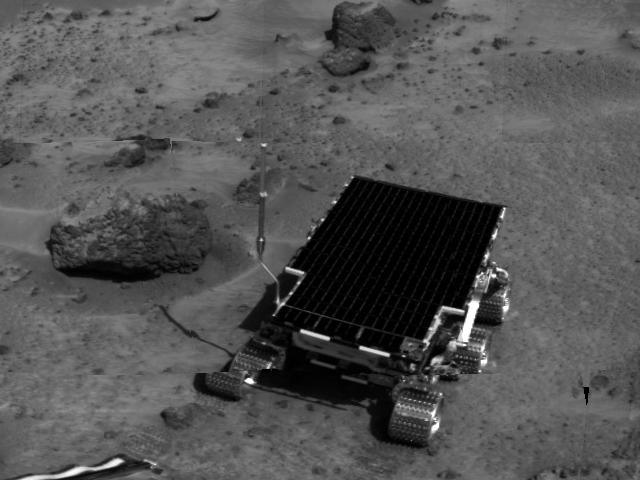
Камень «Барнакл-Билл» (слева) рядом с марсоходом Соджорнер.

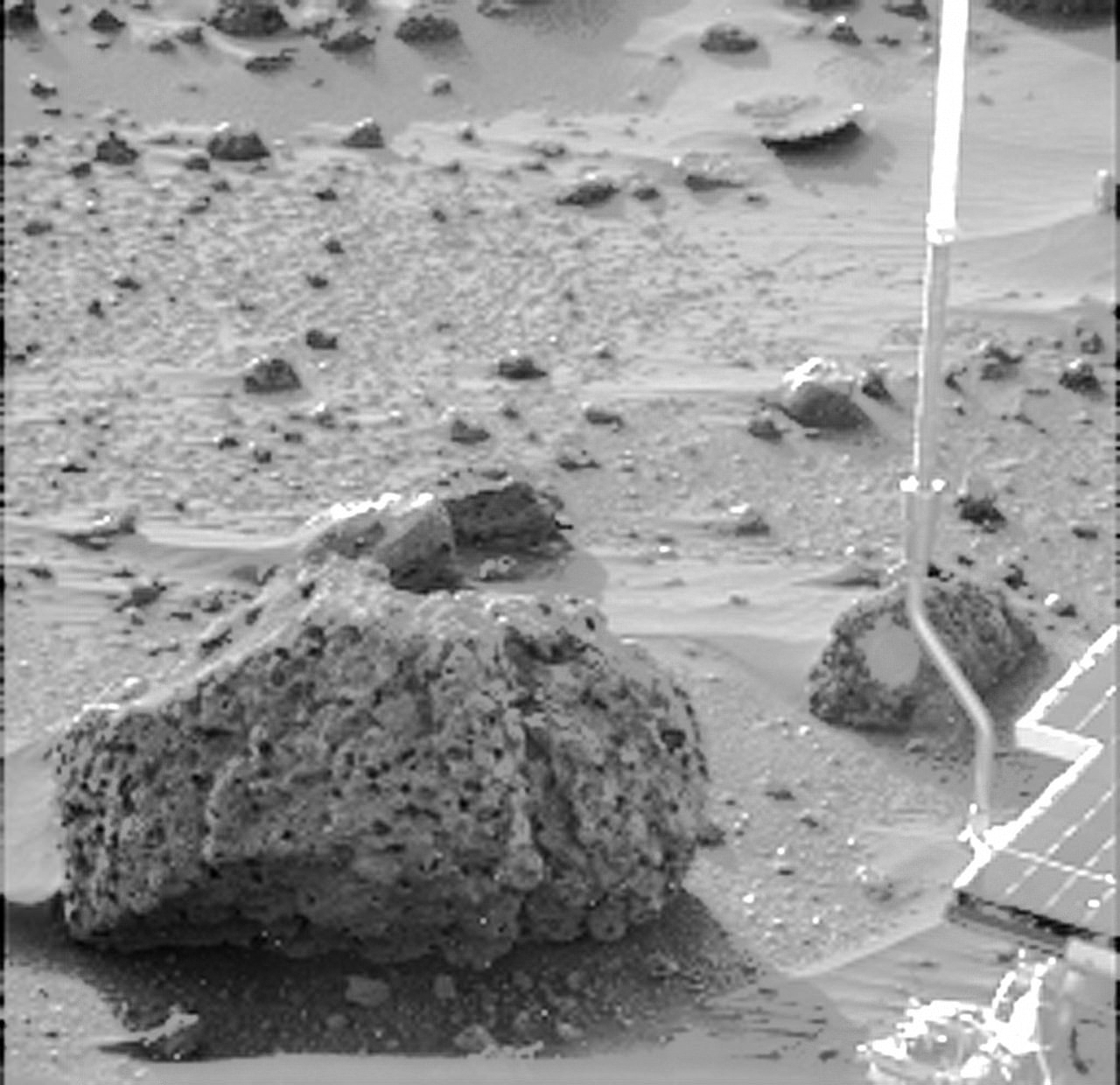
«Барнакл-Билл» крупным планом.

Барнакл-Билл (англ. Barnacle Bill) — камень размером 40 см, обследованный марсоходом «Соджорнер» в июле 1997 года. Находится в долине Арес, в точке с координатами 19°20′ с. ш. 33°33′ з. д. / 19,33° с. ш. 33,55° з. д. Он стал первым камнем на Марсе, проанализированным с помощью бортового рентгеновского спектрометра APXS. Марсоход достиг камня на третий сол после посадки, и потратил на его изучение в общей сложности 10 часов. Предварительный анализ данных, переданных «Соджорнером» позволил сделать предположение, что камень главным образом состоит из андезита.